# Saint-Yrieix-le-Déjalat

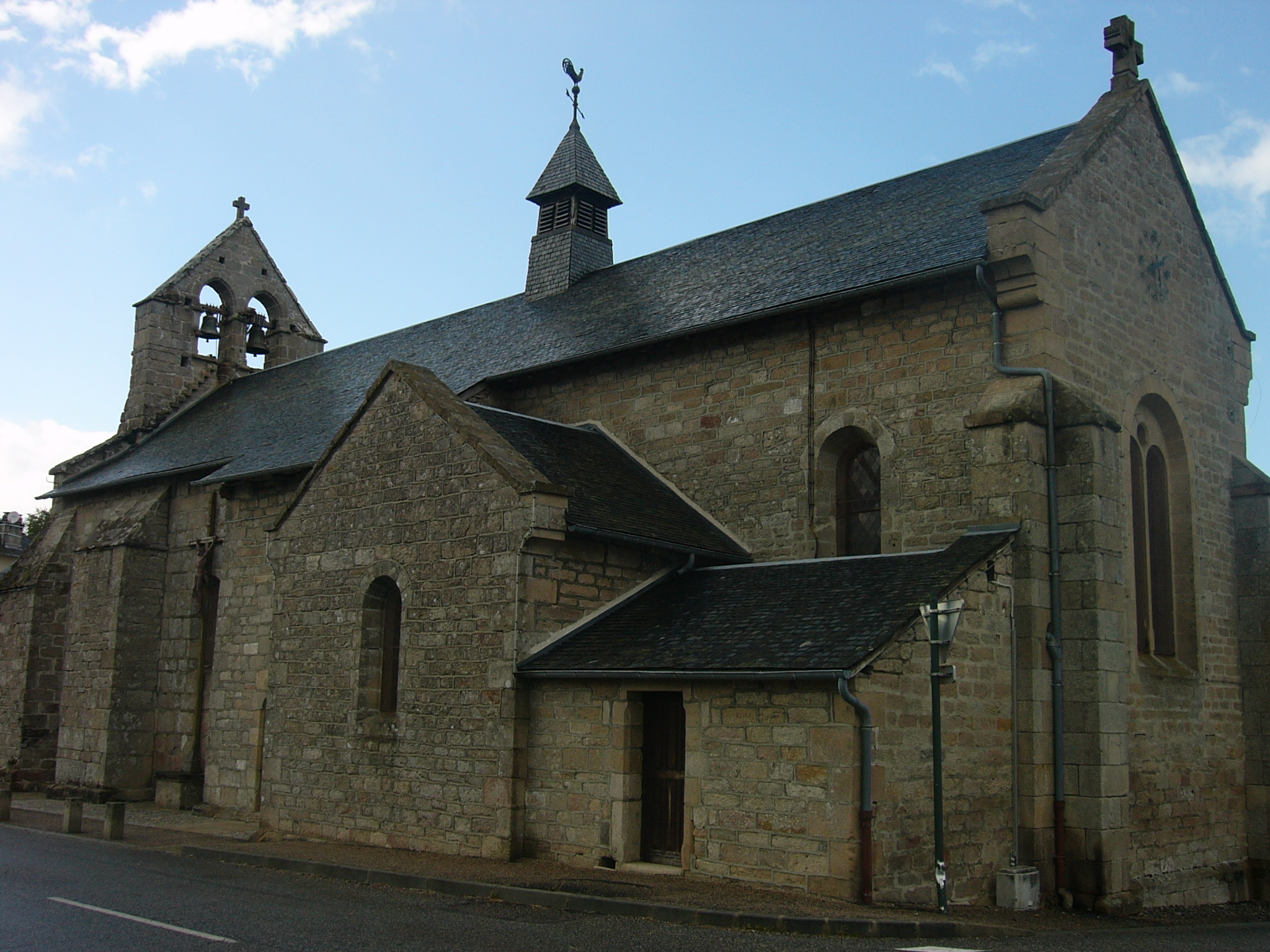
Kościół w Saint-Yrieix-le-Déjalat, 2006

Saint-Yrieix-le-Déjalat – miejscowość i gmina we Francji, w regionie Nowa Akwitania, w departamencie Corrèze.
Według danych na rok 1990 gminę zamieszkiwały 423 osoby, a gęstość zaludnienia wynosiła 10 osób/km² (wśród 747 gmin Limousin Saint-Yrieix-le-Déjalat plasuje się na 287. miejscu pod względem liczby ludności, natomiast pod względem powierzchni na miejscu 64.).